# سيرخيو دانييل مارتينيز
سيرخيو دانييل مارتينيز (بالإسبانية: Sergio Daniel Martínez)‏ (مواليد 15 فبراير 1969) هو لاعب كرة قدم معتزل. يلعب مع منتخب الأوروغواي لكرة القدم. سبق له أن لعب في كأس العالم لكرة القدم مع منتخب بلاده.

## روابط خارجية
- سيرخيو دانييل مارتينيز على موقع الاتحاد الدولي (مؤرشف)  (الإنجليزية)
- سيرخيو دانييل مارتينيز على موقع قاعدة بيانات كرة القدم.إي يو (الإنجليزية)
- سيرخيو دانييل مارتينيز على موقع ناشيونال فوتبول تيمز (الإنجليزية)
- سيرخيو دانييل مارتينيز على موقع Soccerway.com (الإنجليزية)